# Augusto M. Seabra
Augusto Manuel Seabra (9 de agosto de 1955 – Lisboa, 5 de setembro de 2024) foi um crítico e programador cultural português.
Foi um dos fundadores do jornal Público, em 1990.

## Biografia
Sociólogo de formação, licenciado pelo ISCTE, dedicou a sua vida à crítica (de música, de teatro e de cinema), bem como à programação cultural.
Ainda jovem, chegou a envolver-se na política, como militante do Movimento de Esquerda Socialista (MES) durante um par de anos, coincidindo com o Verão Quente de 1975.
A sua carreira desenvolveu-se, sobretudo, nos jornais A Luta, Expresso e Público, tendo sido cofundador deste ultimo (onde se manteve como colunista ate ao ano de 2006).
No Expresso, distinguiu-se ao escrever sobre música erudita, política cultural e, sobretudo, cinema, nas paginas da Revista do Expresso, tendo sido parceiro de Vicente Jorge Silva, bem como de Jorge Leitão Ramos, Manuel Cintra Ferreira, Manuel S. Fonseca e outros.
Na musica, movendo-se entre diferentes gêneros (música barroca, ópera, música contemporânea), acompanhou os festivais internacionais de Salzburgo, Bayreuth, Aix-en-Provence, Glyndebourne e Pesaro.
No cinema foi jurado nos festivais de Cannes, San Sebastian, Turim e Taipé.
Nome incontornável no meio jornalístico, Augusto Seabra foi igualmente um apaixonado da vida boémia e figura da movida noturna lisboeta, que irradiou nos anos 1980, tecendo cumplicidade com figuras como Manuel Reis, Julião Sarmento, Al Berto, Zé Fonte, Manuel Graça Dias ou Manuel Mozos.
À parte da sua atividade como crítico, foi também produtor executivo no Departamento de Programas Musicais da RTP; programador cinematográfico - nomeadamente do festival de cinema documental Doclisboa -; colaborador pontual de autores e criadores, no teatro musical e no cinema.
Foi consultor do Script Fund do Programa Media da União Europeia.
Pertenceu ao júri do Prémio Pessoa, atribuído pelo Expresso e pela Caixa Geral de Depósitos.
Em 2016, uma crónica da sua autoria, no jornal Público, esteve no centro de uma polémica que levou à demissão do então Ministro da Cultura, João Soares, depois de ter prometido "um par de bofetadas" a Augusto M. Seabra.

### Morte
Afetado por complicações prolongadas de saúde, faleceu a 5 de setembro de 2024, na Residência de Santa Joana Princesa da Santa Casa da Misericórdia de Lisboa.
O Presidente da Republica Marcelo Rebelo de Sousa, em nota no site da Presidência, referiu que Augusto Seabra “encarnou como poucos no Portugal contemporâneo a figura do crítico cultural”, e que foi “um dos últimos representantes de um tempo em que a crítica era determinante no espaço público”.
Em 2021, doou o seu acervo pessoal (livros, discos, DVD, periódicos e outros documentos) a um conjunto diverso de entidades - Cinemateca Portuguesa, Rede de Bibliotecas de Lisboa, Biblioteca Nacional de Portugal, Biblioteca da Faculdade de Letras da Universidade de Lisboa, Escola Superior de Música de Lisboa, Escola das Artes da Universidade Católica Portuguesa, Faculdade de Belas Artes da Universidade do Porto e Universidade do Porto.

## Condecorações e prémios
A 7 de setembro de 2024, o Presidente da República, Marcelo Rebelo de Sousa, agraciou postumamente Augusto M. Seabra com o grau de Comendador da Ordem Militar de Sant'Iago da Espada, durante as últimas homenagens ao crítico no Picadeiro Real, em Lisboa.
Foi premiado, em 2004, com o Prémio Arco-íris da Associação ILGA Portugal, pelo seu contributo na luta contra a discriminação e homofobia.